# 조이풀 트레인
조이풀 트레인(일본어: ジョイフルトレイン; 영어: Joyful Train)은 주로 JR 그룹이 단체 전용 열차와 임시 열차 (이벤트 열차 / 행락 수송 열차 등)에 사용하기 위해 보유하고있는 철도 차량, 또는 열차 자체이다. 1983년, 일본 국유 철도 도쿄 남쪽 철도 관리국이 제작한 풍 열차 "살롱 익스프레스 도쿄"가 그 효시이며, 그 이전에 제작된 동종 차량도 총칭하도록되었다.

## 같이 보기
- 관광열차